# Le Montreur de boxe - Lucky Punch
 (juillet 2023).
 (juillet 2023).
La mise en forme du texte ne suit pas les recommandations de Wikipédia : il faut le « wikifier ».
Les points d'amélioration suivants sont les cas les plus fréquents. Le détail des points à revoir est peut-être précisé sur la page de discussion.
- Les titres sont pré-formatés par le logiciel. Ils ne sont ni en capitales, ni en gras.
- Le texte ne doit pas être écrit en capitales (les noms de famille non plus), ni en gras, ni en italique, ni en « petit »…
- Le gras n'est utilisé que pour surligner le titre de l'article dans l'introduction, une seule fois.
- L'italique est rarement utilisé : mots en langue étrangère, titres d'œuvres, noms de bateaux, etc.
- Les citations ne sont pas en italique mais en corps de texte normal. Elles sont entourées par des guillemets français : « et ».
- Les listes à puces sont à éviter, des paragraphes rédigés étant largement préférés. Les tableaux sont à réserver à la présentation de données structurées (résultats, etc.).
- Les appels de note de bas de page (petits chiffres en exposant, introduits par l'outil «  Source ») sont à placer entre la fin de phrase et le point final[comme ça].
- Les liens internes (vers d'autres articles de Wikipédia) sont à choisir avec parcimonie. Créez des liens vers des articles approfondissant le sujet. Les termes génériques sans rapport avec le sujet sont à éviter, ainsi que les répétitions de liens vers un même terme.
- Les liens externes sont à placer uniquement dans une section « Liens externes », à la fin de l'article. Ces liens sont à choisir avec parcimonie suivant les règles définies. Si un lien sert de source à l'article, son insertion dans le texte est à faire par les notes de bas de page.
- La présentation des références doit suivre les conventions bibliographiques. Il est recommandé d'utiliser les modèles {{Ouvrage}}, {{Chapitre}}, {{Article}}, {{Lien web}} et/ou {{Bibliographie}}. Le mode d'édition visuel peut mettre en forme automatiquement les références.
- Insérer une infobox (cadre d'informations à droite) n'est pas obligatoire pour parachever la mise en page.

Pour une aide détaillée, merci de consulter Aide:Wikification.
Si vous pensez que ces points ont été résolus, vous pouvez retirer ce bandeau et améliorer la mise en forme d'un autre article.
Pour plus de détails, voir Fiche technique et Distribution.
Le Montreur de Boxe (Lucky Punch aux États-Unis) est un film français réalisé par Dominique Ladoge et sorti en 1996.

## Synopsis
Au XIXe siècle, Abel Ginoux est un montreur de boxe. Assisté du « docteur » Zipolino, II offre une récompense à celui qui battra ses boxeurs. Cela n'était jamais arrivé, jusqu'au jour où, il découvre Passe-Partout, un jeune bûcheron, dans les Alpes.

## Fiche technique
- Réalisation : Dominique Ladoge, assisté de Régis Musset
- Production : Ludi Boeken, Pascal Judelewicz, Gene Rosow et Anne-Dominique Toussaint
- Producteur exécutif : Jacques Fansten
- Scénario : Robin Katz et Dominique Ladoge
- Directeur de la photographie : Etienne Fauduet
- Montage : Didier Ranz
- Musique : Alexandre Desplat
- Chef décorateur : Dominique Maleret
- Durée : 100 minutes
- Date de sortie : 24 juillet 1996

## Distribution
- Richard Bohringer : Abel Ginoux
- Karl Makinen : Passe-Partout
- Riccardo Cucciolla : Zipolino
- Cécile Bois : Camille Zeca
- Andréa Ferréol : Georgette
- Hélène Vincent : Joséphine
- Alexandra Vandernoot : Alexandra
- Peter McEnery : Flaherty
- Patrick Fierry : Docteur Trismus
- Raphaël Orso : Prospère
- Jacques Bonnot : Le Courban
- André Badin : L'aubergiste de La Tourterelle

## Divers
Le film affiche une distribution internationale (Richard Bohringer pour la France, Riccardo Cucciolla pour l'Italie, Peter McEnery pour la Grande-Bretagne et Karl Makinen pour les États-Unis). Il est tourné en partie en Bulgarie et en partie en France. Quatorze nationalités se côtoyent sur le tournage. Ron Stein, entraîneur de Robert De Niro sur Raging Bull de Martin Scorsese, assure la coordination des combats de boxe.
Le film fait l'objet d'une novélisation chez Calmann-Lévy sous le même titre par Pierre Mezinski. Le film reçoit le grand prix de Eurofilm Festival 1997 (Luhacovice — Saint-Étienne — Tirana). Un making-off du film est réalisé par Joël Calmettes et diffusé sur Ciné-Cinéma.